# 爆丸小子
《爆丸小子》是中国的科幻儿童剧，共32集，2008年11月在上海炫动卡通卫视开播。剧情讲述某日，从天上落下很多慧星的碎片且分布在全世界被孩子们捡到。而爆丸平时是球形，用力往金属上一摔，就会变成一个机器人。

## 争议
剧中出现的可变形玩具爆丸曾侵犯Spin Master的爆丸玩具专利权，而后两公司达成和解，奥飞动漫同意自2019年1月31日之后，不在加拿大、英国和美国出售相关产品，以便解决争端。